# HMS Amazon (1926)
HMS Amazon — экспериментальный британский эсминец. Заказан в 1924 году фирме «Торникрофт» для практической оценки ряда новшеств, появившихся после осмысления опыта Первой мировой войны. Долгое время использовался в роли опытового судна, так как, в силу своей исключительности, был малопригоден для повседневной службы. Продан на слом 20 октября 1948 года. Разобран в 1949 году.

## История создания
После достройки эсминцев, заложенных ещё во время Первой мировой войны, британский флот некоторое время не заказывал новые корабли этого класса. К постройке эсминцев вернулись в 1924 году, заказав 2 опытных корабля. По итогам их опытной эксплуатации планировалось уточнить конструктивные особенности будущих серийных эсминцев британского флота. Размещению заказа предшествовало осмысление опыта Первой мировой войны, целью которого была выработка требований, предъявляемых к современным эскадренным миноносцам. Разработку проектов экспериментальных кораблей поручили частным верфям, очертив необходимые флоту тактико-технические требования к новым кораблям. Оговаривалось обязательное выполнение ряда условий по составу вооружения, скорости хода, мореходности и обитаемости. При том же вооружении, что и на кораблях типа «Модифицированный W», экспериментальные эсминцы должны были превосходить их по полному ходу на два-три узла (37 против 34—35), иметь бо́льшую высоту надводного борта (2,6 против 1,9 м) и более просторный цельнометаллический мостик.
Заказ на строительство прототипов выиграли «Торникрофт» и «Ярроу» — в то время признанные мировые лидеры в области строительства эсминцев. Фирмам была предоставлена полная свобода в проектировании. Главные механизмы состояли из турбин высокого давления и крейсерского хода фирмы «Броун Кёртис»; низкого давления фирмы «Парсонса». На этих кораблях стояли котлы Ярроу треугольного типа. Все надстройки выполнили из стали. Турбин крейсерского и заднего хода были спроектированы в отдельных корпусах. Если ТЗА эсминцев практически не различались между собой, то исполнение котлов «Амазона» и «Амбэскейда» имело ряд индивидуальных отличий. Инженеры Ярроу в своем проекте пошли на повышение давления пара до 21 кг/см² (у типа «W» давление 17,5 кг/см²), в то время как Торникрофт, не повышая давления, применил перегрев пара. Общее расположение жилых помещений значительно улучшилось, и было приспособлено к увеличенному радиусу действия и плаванию в тропиках. Оба корабля вошли в кораблестроительную программу 1924-25 годов. Стоимость постройки составила для «Amazon» — 319 400 £, «Ambuscade» — 326 600 £.
Прототипы оказались успешными и были достаточно близки по своим элементам, Ярроу смог решить поставленную задачу, уложившись в меньшее водоизмещение, и, благодаря этому, обошёлся ЭУ меньшей мощности. «Амазон» Торникрофта при большем на 200 тонн водоизмещении оказался дешевле соперника почти на 8000 фунтов стерлингов. К тому же за счёт больших размеров он слегка выигрывал в мореходности. На шестичасовых испытаниях оба корабля превзошли контрактную скорость.
Победителем в соревновании был признан проект Торникрофта, послуживший образцом для эсминцев, строившихся по программе 1927 года, а также серии чилийских эсминцев типа «Serrano».

## Конструкция
Проектировался как улучшенный тип «W», со скоростью 37 узлов, вооружение должно было состоять из 4 120-мм орудий Mk.I.

### Энергетическая установка

#### Главная энергетическая установка
Три котла Ярроу. Турбины высокого давления и крейсерского хода «Броун Кёртис», низкого давления «Парсонс». Турбины и редуктор составляли турбозубчатый агрегат. Размещение ГЭУ — линейное. Котлы размещались в изолированных отсеках, турбины — в общем машинном отделении, при этом были отделены от турбин водонепроницаемой переборкой.
Рабочее давление пара — 18,0 кгс/см² (17,8 атм.), температура — 315 °C.

#### Дальность плавания и скорость хода
Проектная мощность составляла 39 500(36 000) л. с., при частоте вращения винтов 390 об/мин, что должно было обеспечить скорость хода (при полной нагрузке) в 33,75 узла. Максимальная проектная скорость 37 узлов. На испытаниях «Амазон» развил 37,47 узла при водоизмещении 1515 дл. тонн.
Максимальная скорость составила 37,96 узла при мощности 41 446 л. с.
Запас топлива хранился в топливных танках, вмещавших 428 дл. т(433 т) мазута, что обеспечивало дальность плавания 3400 миль 15-узловым ходом или 5250 миль 11-узловым.

### Вооружение
На эсминец установили четыре 120-мм орудия Mark I с длиной ствола 45 калибров в установках CP.Mk.VI. Максимальный угол возвышения 30°, снижения 10°. Масса снаряда 22,7 кг, начальная скорость 807 м/с. Система управления огнём, три дальномера с базой 2,75 м. Боезапас включал в себя 190 выстрелов на ствол.

#### Зенитное вооружение
Зенитное вооружение составляли пара 40-мм/40 «пом-помов».

#### Торпедное вооружение
Торпедное вооружение включало в себя два 533-мм трёхтрубных торпедных аппарата QR.III.

#### Противолодочное вооружение
Противолодочное вооружение состояло из трёх бомбосбрасывателей (два бомбосбрасывателя и два бомбомёта) и пятнадцати глубинных бомб.

## Служба и модернизации
До начала Второй мировой войны не модернизировался. После её начала демонтировали кормовой торпедный аппарат, установили одно 76-мм зенитное орудие. В 1942 году перестроили в эскортный миноносец, при этом орудия «А» и «Y» демонтировали. На месте первого был установлен реактивный бомбомёт «Хеджхог». Установлен радиолокатор типа 286Р (обнаружение надводных и воздушных целей). Демонтирован КДП, вместо него установлена РЛС типа 271 (обнаружения воздушных целей). Демонтированы «Пом-помы», вместо них установлены четыре 20-мм «Эрликона».
В 1943 году убраны 76-мм орудие и носовой торпедный аппарат, вместо них установлен 8-ствольный бомбомёт. Вместо РЛС 286Р установлена 291.
В начале войны был в составе 18-й миноносной флотилии. Принимал участие в Норвежской операции.  Охранял атлантические и северные конвои. В апреле 1942 года участвовал в охране конвоя «QP-11», который атаковали 3 вражеских эсминца. «Amazon» со своими 2 орудиями помог отразить нападение противника. В конце 1942 года возвращён в метрополию, где находился в распоряжении командования Западных подходов. Направлен в Средиземное море, принял участие в операции «Пьедестал». Первоначально базировался на Клайд, затем на Гринок. С 1944 года корабль — мишень для авиации. С января 1945 года в составе Резервного флота. Продан на слом 20 октября 1948 года.

## Использованная литература и источники
- О. А. Рубанов. Эскадренные миноносцы Англии во второй мировой войне. — СПб., 2004. — 72 с. — (БОЕВЫЕ КОРАБЛИ МИРА).
- English, John. Amazon to Ivanhoe: British Standard Destroyers of the 1930s. — Kendal: World Ship Society, 1993. — 144 p. — ISBN 0-905617-64-9.
- Грановский Е., Дашьян А., Морозов М. Британские эсминцы в бою. Часть 2 / под ред. М. Э. Морозова. — М.: ЧеРо, 1997. — 48 с илл. с. — (Ретроспектива войны на море). — 1000 экз. — ISBN 5-88711-052-X.
- Дашьян А. В. Корабли Второй мировой войны. ВМС Великобритании. Часть 2. — М.: Моделист-Конструктор, 2003. — (Морская Коллекция № 5).
- С.В. Патянин. Корабли Второй Мировой: ВМС государств Латинской Америки и Азии. — Морская компания, 2008, №4.
- Conway's All The Worlds Fighting Ships, 1922—1946 / Gray, Randal (ed.). — London: Conway Maritime Press, 1980. — 456 p. — ISBN 0-85177-1467.